# Haddenham (Buckinghamshire)
Pour les articles homonymes, voir Haddenham.
Haddenham est un village et une paroisse civile du district d'Aylesbury Vale dans le Buckinghamshire, en Angleterre. Sa population est estimée à 8 385 habitants en 2011. Il se trouve 8 km au sud-ouest d'Aylesbury et 3 km au nord-est de Thame.